# Peugeot Typ 104
Der Peugeot Typ 104 ist ein frühes Automodell des französischen Automobilherstellers Peugeot, von dem 1908 im Werk Audincourt 17 Exemplare produziert wurden.
Die Fahrzeuge besaßen einen Vierzylinder-Viertaktmotor, der vorne angeordnet war und über Kette die Hinterräder antrieb. Der Motor leistete aus 3635 cm³ Hubraum 18 PS.
Die Karosserieform Sportwagen bot Platz für zwei Personen.